# Soize
Soize és un municipi francès situat al departament de l'Aisne i a la regió dels Alts de França. L'any 2007 tenia 101 habitants.

## Demografia

### Població
El 2007 la població de fet de Soize era de 101 persones. Hi havia 36 famílies de les quals 12 eren unipersonals (4 homes vivint sols i 8 dones vivint soles), 4 parelles sense fills, 16 parelles amb fills i 4 famílies monoparentals amb fills.
La població ha evolucionat segons el següent gràfic:
Habitants censats

### Habitatges
El 2007 hi havia 41 habitatges, 39 eren l'habitatge principal de la família, 1 era una segona residència i 1 estava desocupat. Tots els 40 habitatges eren cases. Dels 39 habitatges principals, 35 estaven ocupats pels seus propietaris, 3 estaven llogats i ocupats pels llogaters i 1 estava cedit a títol gratuït; 4 tenien tres cambres, 9 en tenien quatre i 26 en tenien cinc o més. 30 habitatges disposaven pel capbaix d'una plaça de pàrquing. A 22 habitatges hi havia un automòbil i a 9 n'hi havia dos o més.

### Piràmide de població
La piràmide de població per edats i sexe el 2009 era:
| Homes | Edats   | Dones |
| ----- | ------- | ----- |
| 0     | 95 o +  | 0     |
| 0     | 90 a 94 | 0     |
| 4     | 85 a 89 | 0     |
| 0     | 80 a 84 | 0     |
| 4     | 75 a 79 | 0     |
| 0     | 70 a 74 | 4     |
| 4     | 65 a 69 | 4     |
| 0     | 60 a 64 | 4     |
| 0     | 55 a 59 | 0     |
| 4     | 50 a 54 | 0     |
| 4     | 45 a 49 | 8     |
| 0     | 40 a 44 | 0     |
| 4     | 35 a 39 | 12    |
| 12    | 30 a 34 | 0     |
| 4     | 25 a 29 | 0     |
| 20    | 20 a 24 | 4     |
| 0     | 15 a 19 | 12    |
| 16    | 10 a 14 | 0     |
| 4     | 5 a 9   | 8     |
| 12    | 0 a 4   | 0     |

## Economia
El 2007 la població en edat de treballar era de 65 persones, 47 eren actives i 18 eren inactives. De les 47 persones actives 39 estaven ocupades (22 homes i 17 dones) i 8 estaven aturades (6 homes i 2 dones). De les 18 persones inactives 5 estaven jubilades, 5 estaven estudiant i 8 estaven classificades com a «altres inactius».
Activitats econòmiques
Dels 7 establiments que hi havia el 2007, 2 eren d'empreses de comerç i reparació d'automòbils, 3 d'empreses de transport, 1 d'una empresa de serveis i 1 d'una empresa classificada com a «altres activitats de serveis».
L'any 2000 a Soize hi havia 8 explotacions agrícoles.

## Poblacions més properes
El següent diagrama mostra les poblacions més properes.